# Імені Горького (житломасив)
І́мені Го́рького  — два житлових масиви в Тернівському районі Кривого Рогу.
Перший розташовано в західній частині Тернівського району. Його закладено в кінці 1920-х як гірниче селище. Розвитку набув у 1950-60-х, площа 171 га, має 30 вулиць, у приватних будинках мешкає 2,86 тис. осіб. Багатий на зелені насадження.
Другий масив закладено в кінці 1940-х сім'ями гірників. Має 40 вулиць і провулків, 1130 будинків, де мешкає 1,8 тисяч осіб. Працює 4 квартальних комітети. Газифіковано 15 вулиць. Розташовані СШ № 38, церква, магазини. Діють клуб «Ветеран», вокальний ансамбль «Криниця».